# Carte d'identité nationale en Tunisie
Pour les articles homonymes, voir CIN.
Pour les autres articles nationaux ou selon les autres juridictions, voir Carte d'identité.
La carte d'identité nationale (arabe : بطاقة التعريف الوطنية) ou CIN est un document officiel d'identification des Tunisiens.
Elle est délivrée généralement dans les postes de police ou de garde nationale ou dans les consulats pour les citoyens tunisiens résidant à l'étranger pour une durée indéterminée.

## Données
- Photo d'identité
- Nom
- Prénom
- Date et lieu de naissance
- Lieu et date de délivrance
- Numéro de carte
- Prénom du père et du grand-père
- Nom et prénom de la mère
- Profession
- Adresse de résidence
- Numéro d'identification national
- Empreinte digitale

## Projet
Le 24 juin 2020, un projet de loi envoyé à l'Assemblée des représentants du peuple prévoit la création d'une carte d'identité biométrique, une carte à puce ayant le même format qu'une carte de paiement. Cette carte offrirait des nouveautés, telles que le stockage d'une signature électronique permettant à son titulaire d'accéder aux services administratifs, alors que des informations n'y figureraient plus (profession, adresse et empreinte digitale). Une autre nouveauté prévue dans cette loi est la baisse à 15 ans au lieu de 18 ans de l'âge légal pour obtenir une carte d'identité nationale.